# Mark Strand
Mark Strand (11 de abril de 1934 — 29 de novembro de 2014) foi um poeta e escritor norte-americano nascido no Canadá.
Em 1981, Strand foi eleito membro da Academia Americana de Artes e Letras. Ele recebeu inúmeros prêmios, incluindo o Fellowship MacArthur em 1987 e o Prémio Pulitzer de Poesia em 1999.
Strand morreu no dia 29 de novembro de 2014, no Brooklyn, Nova York. A causa da morte, de acordo com a sua filha Jessica, foi lipossarcoma.

## Poesia
Muitos dos poemas de Strand são nostálgicos no tom, evocando baías, campos, barcos, e lembranças de sua infância em Prince Edward Island. ele tem sido comparado a Robert Bly pelo seu uso do surrealismo, embora Strand atribui os elementos surreais em seus poemas a uma sua admiração das obras de Max Ernst, Giorgio de Chirico, e René Magritte. Seus poemas usam linguagem simples, geralmente sem rima ou metro. Em uma entrevista de 1971, Strand disse: "Eu me sinto muito mais uma parte de um novo estilo internacional, que tem muito a ver com a clareza de dicção, uma certa dependência de técnicas surrealistas, e um elemento de narrativa forte."

## Prêmios
- 1999:  Prémio Pulitzer de Poesia.[1]
- 2004: Wallace Stevens Award
- 2009: Medalha de Ouro em Poesia, da Academia Americana de Artes e Letras.[4]

### Poesia
- 1968: Reasons for Moving: Poems, Atheneum[5]
- 1970: Darker: Poems, including "The New Poetry Handbook", Atheneum[5]
- 1973: The Story of Our Lives, Atheneum[5] ISBN 9780689105760
- 1973: The Sargentville Notebook, Burning Deck[5]
- 1978: Elegy for My Father, Windhover[5]
- 1978: The Late Hour, Atheneum[5]
- 1980: Selected Poems, including "Keeping Things Whole", Atheneum[5]
- 1990: The Continuous Life, Knopf[5] ISBN 9780679738442
- 1990: New Poems[5]
- 1991: The Monument, Ecco Press (see also The Monument, 1978, prose)[5]
- 1993: Dark Harbor: A Poem, long poem divided into 55 sections, Knopf[5]
- 1998: Blizzard of One: Poems, Knopf[5] winner of the 1999 Pulitzer Prize for poetry
- 1999: Chicken, Shadow, Moon & More, with illustrations by the author, Turtle Point Press[5]
- 1999: "89 Clouds" a single poem, monotypes by Wendy Mark and introduction by Thomas Hoving, ACA Galleries (New York)[5]
- 2006: Man and Camel, Knopf[6] ISBN 9780375711268
- 2007: New Selected Poems[7]
- 2012: Almost Invisible, Random House, ISBN 9780307957313

### Prosa
- 1978: The Monument, Ecco (see also The Monument, 1991, poetry)[5] ISBN 9780880012744
- 1982: Contributor: Claims for Poetry, edited by Donald Hall, University of Michigan Press[5]
- 1982: The Planet of Lost Things, for children[5]
- 1983: The Art of the Real, art criticism, C. N. Potter[5]
- 1985: The Night Book, for children[5]
- 1985: Mr. and Mrs. Baby and Other Stories, short stories, Knopf[5] ISBN 9780880013864
- 1986: Rembrandt Takes a Walk, for children[5]
- 1987: William Bailey, art criticism, Abrams[5]
- 1993: Contributor: Within This Garden: Photographs by Ruth Thorne-Thomsen, Columbia College Chicago/Aperture Foundation[5]
- 1994: Hopper, art criticism, Ecco Press[5] ISBN 9780307957108
- 2000: The Weather of Words: Poetic Invention, Knopf[5]
- 2000: With Eavan Boland, The Making of a Poem: A Norton Anthology of Poetic Forms, Norton (New York)[5]